# Dekanat Pestszentlőrinc-Soroksár
Pestszentlőrinc-Soroksár – jeden z 16 dekanatów rzymskokatolickiej archidiecezji ostrzyhomsko-budapeszteńskiej na Węgrzech. 
Według stanu na kwiecień 2018 w skład dekanatu Pestszentlőrinc-Soroksár wchodziło 9 parafii rzymskokatolickich. 

## Lista parafii
W skład dekanatu Pestszentlőrinc-Soroksár wchodzą następujące parafie:
1. Parafia św. Emeryka w Budapeszcie-Pestszentimre
2. Parafia Niepokalanego Poczęcia Najświętszej Maryi Panny w Budapeszcie-Pestszentlőrinc
3. Parafia św. Małgorzaty w Budapeszcie-Pestszentlőrinci Árpád-ház
4. Parafia św. Władysława w Budapeszcie-Pestszentlőrinc
5. Parafia św. Józefa w Budapeszcie-Pestszentlőrinc-Csákyliget
6. Parafia św. Elżbiety w Budapeszcie-Pestszentlőrinc-Erzsébettelep
7. Parafia św. Stefana w Budapeszcie-Pestszentlőrinc-Szemeretelep
8. Parafia Wniebowzięcia Najświętszej Maryi Panny w Budapeszcie-Soroksár
9. Parafia św. Stefana w Budapeszcie-Soroksár-Újtelep